# Кремовка
Кремовка (polj. Kremówka), позната и као Наполеонка (polj. Napoleonka) је врста колача слична кремпити, пореклом из Пољске. Направљена је од два слоја кора од лиснатог теста, између којих је фил од шлага или крема. Обично је горња кора посута шећером у праху, али се може украсити и кремом или глазирати.

## Настанак
У основи, кремовка је варијација француског колача mille-feuille, који се прави од три слоја лиснатог теста, филованих кремом или џемом, а који је такође познат под именом Наполеон.

## Рецепт
Тесто за коре
- јаја - 2 комада
- маргарин - 400 г
- вода - 150 мл
- брашно - 750 г
- коњак - 3 кашике
- сирће - 1 кашика
- со - прстохват

За крем
- свеже млеко - 1,5 л
- жуманца - 7 комада
- шећер - 360 г
- ванила - 3 кесице
- брашно - 100 г
- маслац - 200 г

## Начин припреме
1. У посуди умутите јаја и додајте воду, коњак, со и сирће.
2. Одвојено просејте брашно и додајте смесу од јаја и насечене комаде маргарина, умесите меко тесто, које се не лепи за прсте, а ако је потребно додајте брашно. Умотајте тесто у провидну фолију и оставите у фрижидер на два сата.
3. За то време направите крем за Наполеон торту. Одвојите 300 мл хладног млека, а остатак скувајте у шерпи. У другу металну посуду, умутите жуменце са шећером, додајте брашно и непрестано мешајући сипајте у танком млазу хладно млеко, док не добијете глатку смесу.
4. Ставите посуду на слабу ватру и уз помоћ кутлаче сипајте вруће млеко непрестано мешајући, док се крем не згусне и онда га скините са ватре. Додајте ванилу и маслац насечен на комаде и мешајте док се маслац не растопи. Умотајте крем провидном фолијом и оставите га да се потпуно охлади.
5. За коре, поделите тесто на 12 једнаких делова и направите лоптице. На папиру за печење оклагијом развуците веома танке коре, које тањиром исечете у округлу форму. Кругове и исечене комаде - вишкове теста пеците у умерено загрејаној рерни. Овај поступак поновите за свих 12 лоптица.
6. Одвојите испечене вишкове теста и измрвите их оклагијом на папиру за печење. Они ће вам бити потребни за посипање торте.
7. Склопите торту, тако што ређате кору па крем и на крају завршите кремом. Премажите кремом склопљену торту и са стране. Поспите торту обилно смрвљеним остацима теста са свих страна.
8. Оставите торту у фрижидер да одстоји најмање 12 сати.

## Варијације
У неким местима у Пољској овај десерт је познат као кремовка (грубо преведено „крем колач”), док се у другима назива наполеонка. Овај мали пољски „рат” око имена - кремовка и наполеонка био је тема сатиричног цртежа пољског илустратора Анджеја Млечка.
Понегде се у продаји могу наћи и кремовке које садрже алкохол. Оне су постале популарне после лажне вести да је папа Јован павле II посебно волео баш ту варијанту. Папа је заправо волео традиционалну кремовку.

### Папска кремовка
Папа Јован павле II једном приликом је изјавио да је, након што је положио матурски испит, отишао са колегама на кремовке, у свом родном граду Вадовице, где су се такмичили ко ће их више појести. Будући папа појео је осамнаест кремовки, али није освојио опкладу.
| „ | A tam była cukiernia. Po maturze chodziliśmy na kremówki. Że myśmy to wszystko wytrzymali, te kremówki po maturze | ” |

Ову његову изјаву су објавили медији, а „папине“ кремовке из Вадовице постале су популарне широм Пољске. Посластичарница у којој је папа јео кремовке била је у власништву јеврејског посластичара Карола Хагенхубера, који је у Пољску дошао из Беча. Налазила се на градском тргу у Вадовицама. Нагађало се да оригиналне папске кремовке садржале алкохол, али је Хагенхуберов син то порекао. Према његовим речима, колачи које је правио његов отац биле су уобичајне (безалкохолне) кремовке, направљене од природних састојака и по традиционалном рецепту. Све ово довело је до поновне, чак међународне популаризације ове посластице, која је названа „Папска кремовка” (polj. Kremowka Papieska).
Године 2007, поводом прославе 87. рођендан папе Јована павла II, у Жешову је направљена џиновска кремовка.
Кремовке које памти папа Јован павле II биле су пуњене кремом направљеним од пудинга од ваниле и млека.
- Наполеонка са кремом од јаја
- Класична кремовка
- Припремљене кремовке
- Припремљене наполеонке
- Кремовка украшена карамел кремом
- Наполеонка украшена шлагом